# Henrique Sotero
Henrique Sotero (Lisboa, 16 de fevereiro de 1980) é um violador em série responsável por vários crimes sexuais entre 2008 e 2010. Os seus crimes ocorreram na região da Grande Lisboa, com especial incidência na zona de Telheiras, o que lhe valeu o epíteto de violador de Telheiras. Foi condenado por 71 crimes relacionados com a agressão sexual de 14 vítimas — 12 mulheres e 2 homens — embora tenha confessado ter violado mais de 40 pessoas. 

## Biografia
Henrique Paulino Sotero nasceu em Lisboa, Portugal a 16 de fevereiro de 1980. Cresceu em Massamá, Sintra, numa família de condição socioeconómica modesta mas estável. O pai era operário e a mãe telefonista, reformada ainda em idade ativa, e têm um irmão, Hugo. Os seus pais separaram-se quando Sotero tinha 12 anos.
Frequentou a Escola Secundária Stuart Carvalhais em Massamá. Em 1998, ingressou no ensino superior, licenciando-se em engenharia química na Universidade Técnica de Lisboa, curso que concluiu ao fim de seis anos. No percurso profissional, exerceu diversas funções, incluindo paquete, figurante em programas de televisão, fiel de armazém, rececionista num consultório médico e técnico de análise de dados. Antes de ser preso trabalhava na ZON Multimédia como analista de dados.
Desde 2009, manteve uma relação amorosa com Ana Sobral, socióloga e técnica de recursos humanos. Durante o julgamento, Sotero manifestou o desejo de casar-se com Ana após o cumprimento da sua pena.

## Crimes
Entre 2008 e 2010, Henrique Sotero cometeu uma série de crimes sexuais em diversas zonas da Grande Lisboa, com particular incidência em Telheiras, mas também em Amadora e Oeiras. Os ataques ocorriam geralmente ao final do dia, sobretudo às terças-feiras, dias em que dizia à companheira que ia ao ginásio. Sotero abordava as vítimas na via pública, ameaçando-as com violência e forçando-as a acompanhá-lo até locais isolados, onde consumava os abusos. As vítimas eram, na maioria, adolescentes do sexo feminino, mas houve também casos envolvendo mulheres jovens e rapazes menores de idade.

## Condenação
Apesar de inicialmente apenas cinco vítimas terem apresentado queixa formal, a investigação policial permitiu apurar a existência de dezenas de outras agressões. Em tribunal, Henrique Sotero foi condenado por um total de 71 crimes contra 14 vítimas identificadas — 12 mulheres e 2 homens — embora o próprio tenha confessado ter atacado mais de 40 pessoas. A pena aplicada foi de 22 anos de prisão. Durante o processo judicial, foi sugerido que Sotero tinha perturbação borderline da personalidade, mas concluíram que mantinha plena consciência da ilicitude dos seus atos. Além da pena de prisão, Henrique Sotero foi condenado ao pagamento de indemnizações individuais às vítimas, com valores variando entre 20.000 e 35.000 euros.

Durante o julgamento, Sotero enviou cartas de pedido de desculpas às suas vítimas, acompanhadas de notas de dinheiro, variando entre 10 e 250 euros, como forma de compensação. Este gesto foi amplamente interpretado como uma tentativa de mitigar os danos causados, mas foi considerado insensível e inadequado. O psicólogo Paulo Sargento, que fazia parte da equipa de peritos encarregue da avaliação psicológica de Sotero, foi acusado de violar o sigilo profissional após alegadamente ter fornecido informações confidenciais sobre o caso à estação televisiva TVI.